# Вишини
Вишини (пол. Wyszyny, нім. Wischin) — село в Польщі, у гміні Будзинь Ходзезького повіту Великопольського воєводства.
Населення — 780 осіб (2011).

## Демографія
Демографічна структура станом на 31 березня 2011 року:
|          | Загалом | Допрацездатний вік | Працездатний вік | Постпрацездатний вік |
| -------- | ------- | ------------------ | ---------------- | -------------------- |
| Чоловіки | 403     | 92                 | 286              | 25                   |
| Жінки    | 377     | 76                 | 239              | 62                   |
| Разом    | 780     | 168                | 525              | 87                   |